# HMS Mohawk (F31)
L'HMS Mohawk va ser un dels 16 destructors de classe Tribal construïts per a la Royal Navy poc abans de l'inici de la Segona Guerra Mundial el 1939. Completat el 1938, el vaixell va ser inicialment assignat a la flota mediterrània. Va participar breument en l'aplicació del bloqueig d'armes als combatents a la Guerra Civil espanyola a principis de 1939. Mohawk va tornar a casa poc després de l'inici de la Segona Guerra Mundial i se li va assignar funcions d'escorta de combois, durant les quals va ser danyat pels bombarders alemanys. Va tenir un paper actiu a la campanya de Noruega d'abril-maig de 1940, escortant combois cap a i des de Noruega.
El vaixell va ser assignat a la 14a Flotilla de Destructors (DF) de la Flota Mediterrània al juny i va començar a escortar combois cap a Malta i Grècia. El Mohawk va tenir un paper menor a la batalla de Calàbria al juliol i a la batalla del cap Matapan el març de 1941. El mes següent, el vaixell va ser enfonsat per torpedes disparats per un destructor italià mentre el 14è DF va atacar un comboi italià, amb la pèrdua de 41 membres de la seva tripulació.

## Descripció
Els destructors Tribal tenien la intenció de contrarestar els grans destructors construïts per altres nacions i millorar la potència de foc de les flotilles de destructors existents i eren significativament més grans i més armats que la classe I anterior. Els vaixells desplaçaven 1.891 tones llargues (1.921 t) amb càrrega estàndard i 2.519 tones llargues (2.559 t) amb càrrega profunda. Tenien una longitud total de 377 peus (114,9 m), una mànega de 36 peus 6 polzades (11,13 m) i un calat d'11 peus 3 polzades (3,43 m). Els destructors eren propulsats per dues turbines de vapor Parsons, cadascuna de les quals impulsava un eix de l'hèlix utilitzant vapor proporcionat per tres calderes de tres tambors Admiralty. Les turbines desenvolupaven un total de 44.000 cavalls de vapor (33.000 kW) i li donaven una velocitat màxima de 36 nusos (67 km/h; 41 mph). Durant les seves proves al mar, el Zulu va assolir els 34,9 nusos (64,6 km/h; 40,2 mph) des de 44.463 shp (33.156 kW) amb un desplaçament de 2.212 tones llargues (2.247 t). Els vaixells portaven prou fuel com per oferir-los una autonomia de 5.700 milles nàutiques (10.600 km; 6.600 milles) a 15 nusos (28 km/h; 17 mph). El complement dels vaixells estava format per 190 oficials i mariners, encara que els líders de la flotilla portaven 20 oficials i homes addicionals que consistien en el capità (D) i el seu estat major.
L'armament principal de la classe Tribal eren vuit canons Mark XII de tir ràpid (QF) de 4,7 polzades (120 mm) en quatre muntatges de dos canons superfire, un parell a davant i a darrere de la superestructura, designats "A". B', 'X' i 'Y' de davant a darrere. Els muntatges tenien una elevació màxima de 40°. Per a la defensa antiaèria (AA), portaven un muntatge quàdruple per al canó "pom-pom" QF Mk II de dues lliures i dos suports quàdruples per a les metralladores Mark III de 0,5 polzades (12,7 mm). El foc d'angle baix pels canons principals estava controlat per la torre de direcció i control (DCT) sobre el sostre del pont que alimentava les dades adquirides per ell i el telèmetre de 12 peus (3,7 m) del telèmetre/director Mk II directament darrere del DCT a un ordinador mecànic analògic, el Rellotge de control de foc Admiralty Mk I. El foc antiaeri per als canons principals va ser controlat pel telèmetre/director que enviava dades al rellotge mecànic de manteniment de l'espoleta.
Els vaixells estaven equipats amb un muntatge quàdruple sobre l'aigua per a torpedes de 21 polzades (533 mm). Els Tribals no estaven pensats com a vaixells antisubmarins, però estaven proveïts d'ASDIC, un bastidor de càrregues de profunditat i dos llançadors per a l'autodefensa, encara que els llançadors no estaven muntats a tots els vaixells. Vint càrregues de profunditat era l'assignació de temps de pau, però aquesta augmentava a 30 durant la guerra.

### Modificacions en temps de guerra
Les grans pèrdues a l'atac aeri alemany durant la campanya de Noruega van demostrar la ineficàcia de l'armament antiaeri dels Tribals i la Royal Navy va decidir el maig de 1940 substituir la montura "X" per dos canons Mark XVI de doble propòsit QF de 4 polzades (102 mm) en un muntatge de dos canons. Per controlar millor les armes, el telèmetre/director existent es va modificar per acceptar un radar d'artilleria tipus 285 a mesura que estaven disponibles. El nombre de càrregues de profunditat es va augmentar a 46 a principis de la guerra, i encara se'n van afegir més després. Per augmentar els arcs de tir dels canons antiaeris, l'embut posterior es va escurçar i el pal principal es va reduir a un pal de pal curt.

## Construcció i carrera
Autoritzat com un dels set destructors de classe Tribal segons les estimacions navals de 1935, el Mohawk va ser l'onzè vaixell del seu nom a servir a la Royal Navy. El vaixell va ser encarregat el 10 de març de 1936 a John I. Thornycroft & Company i se li va col·locar la quilla el 16 de juliol a la drassana de la companyia a Woolston, Southampton. Avarament el 5 d'octubre de 1937, el Mohawk es va completar el 7 de setembre de 1938 i es va posar en servei dos dies després amb un cost de 339.585 lliures, que excloïen les armes i els equips de comunicacions subministrats per l'Almirallat. Sota el comandament del comandant Richard Frank Jolly, el vaixell va ser inicialment assignat a la 1a flotilla de destructors tribals amb la flota mediterrània i va arribar a Malta el 13 d'octubre. El mes següent va patrullar el tram Malta-Egipte del vol de desenvolupament de llarg abast de la Royal Air Force de tres bombarders Vickers Wellesley que es preparaven per batre el rècord mundial de distància de vol volant des d'Egipte a Austràlia sense escales. A finals de mes, el Mohawk va transportar l'ambaixador britànic a Turquia de tornada a Istanbul de la seva visita anual al Memorial Helles i després va navegar pel mar Egeu abans de tornar a Malta.
La flotilla va navegar cap a Gibraltar, on s'estaven reunint les Flotes del Mediterrani i Local per a exercicis combinats. Aquests van funcionar del 28 de febrer al 18 de març de 1939 i van implicar desenes de vaixells d'ambdós comandaments. Aleshores, el Mohawk va patrullar les aigües de la costa espanyola mediterrània durant la Guerra Civil Espanyola per fer complir l'embargament d'armes imposat a ambdós bàndols pel Comitè de No Intervenció. El 23 de març el vaixell va rescatar la tripulació d'un hidroavió alemany avariat que s'havia vist obligat a aterrar davant de Barcelona i els va tornar a Mallorca. Quan la Itàlia feixista va envair Albània el 7 d'abril, la flota mediterrània es va mobilitzar i va romandre en peu de guerra durant la major part del maig. Durant aquest temps, la 1a Flotilla de Destructors Tribals va ser redesignada com la 4a Flotilla de Destructors. El 7 de juliol les tensions havien disminuït de tal manera que el Mohawk i els seus germans Gurkha, Afridi i Sikh van poder escortar el portaavions Glorious en una visita a Atenes, Grècia. El mes següent, la flota va passar una setmana fent exercici a la zona entre l'illa grega de Creta i el Xipre britànic. A mesura que les tensions van augmentar a Europa més tard a l'agost, la flota es va mobilitzar i va continuar entrenant-se per preparar la guerra amb Itàlia. Com a part dels seus preparatius, l'Almirallat havia tancat el Mediterrani a la navegació britànica i el Mohawk i set destructors més van escortar un grup de vaixells que s'havien recollit a Suez, Egipte, a través del Mar Roig per reduir la congestió.

### Segona Guerra Mundial
Quan Gran Bretanya va declarar la guerra a Alemanya el 3 de setembre, el Mohawk encara es trobava al Mar Roig. Quan Itàlia va prendre mesures per demostrar la seva neutralitat, els destructors van ser alliberats de la seva missió i van tornar a Alexandria on van començar a escortar combois i a realitzar inspeccions de contraban de vaixells no britànics. Aquest no va ser el millor ús dels Tribals i la 4 a Flotilla de Destructors va rebre l'ordre de tornar a Anglaterra a l'octubre. Van arribar a Portland el 13 i van escortar un comboi cap al nord els dies 15 i 16 d'octubre. Quan els vaixells s'acostaven a Rosyth, Escòcia, la Luftwaffe va fer el primer atac de la guerra al territori britànic, agafant els britànics per sorpresa. Només un dels canons antiaeris del Mohawk va poder disparar abans que un bombarder del I Grup/30 Ala de Bombarders (Kampfgeschwader 30) llancés dues bombes a cavall del destructor. Gairebé desaparegut el vaixell, les bombes van detonar en impactar amb l'aigua i van ruixar estelles al llarg de la seva coberta superior, matant 15 homes i ferint-ne 30. Jolly va resultar ferit de mort, però va negar tota ajuda i va continuar governant el Mohawk fins que es va morir. Se li va concedir pòstumament la Medalla de la Galanteria de l'Imperi, que més tard va ser millorada a la Medalla de Jordi. El vaixell va rebre reparacions temporals a Rosyth abans de navegar cap a la drassana d'Hawthorn Leslie a Hebburn per a reparacions permanents. El petrolier SS Inverland va colpejar una mina el 14 de desembre, mentre Mohawk i el destructor Kelly estaven treballant, però els britànics creien que el petrolier havia estat torpedejat. Els dos vaixells van rebre l'ordre de buscar l'U-boat que es creia responsable i es van despistar al camp de mines. El Kelly va colpejar una mina que va funcionar malament i no va detonar fins que va ser just a popa de la nau. La detonació li va danyar molt la direcció i va fer que prengués aigua. El Mohawk va poder portar-lo a remolc fins que va arribar un remolcador, després del qual el Mohawk va escortar els vaixells de tornada a la drassana d'Hawthorn Leslie d'on havien sortit recentment ambdós vaixells.
El destructor va tornar a les tasques d'escorta després, tant per als combois com per a la Flota Local. Mentre escortava el transatlàntic recentment acabat RMS Queen Elizabeth a través del Firth of Clyde el 3 de març de 1940, el Mohawk va resultar lleugerament danyat quan el vaixell de càrrega SS Gartbrattan va xocar amb ell; les reparacions es van acabar el 19 de març. Aleshores, la 4a Flotilla de Destructors va ser assignada al Pla R 4, una ocupació preventiva de ciutats a l'oest de Noruega després que hagués començat una invasió alemanya, i va rebre l'encàrrec d'escortar els vaixells carregats de tropes del 1r Esquadró de Creuers a Bergen i Stavanger. Els alemanys van decidir moure's primers i van ocupar la majoria dels ports noruecs en un assalt marítim i aeri (Operació Weserübung) el 9 d'abril que va sorprendre tant als noruecs com als aliats.

#### Campanya de Noruega

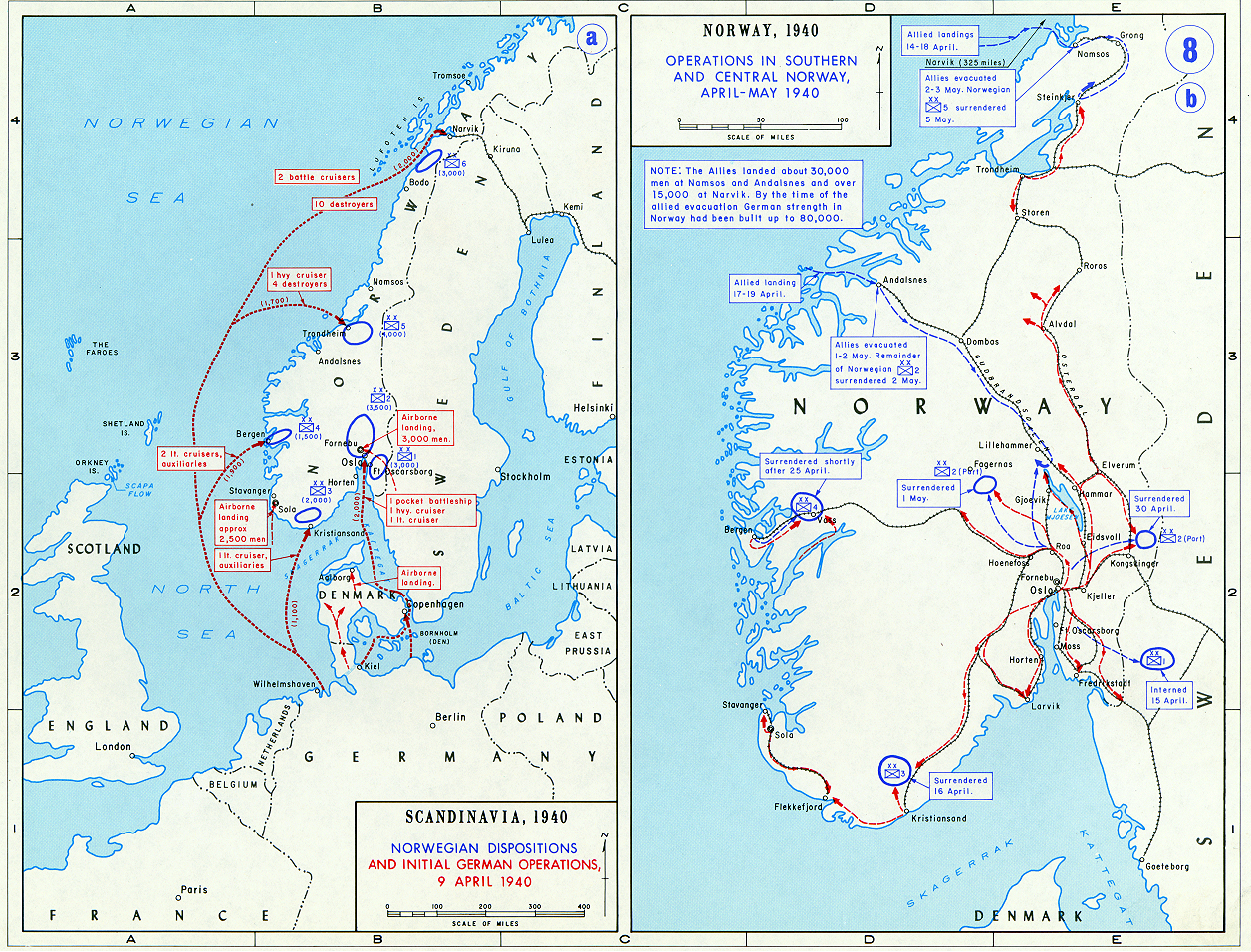
Mapes que cobreixen les operacions al centre i el sud de Noruega, abril-maig de 1940

Rebent la notícia que la RAF havia atacat vaixells de guerra alemanys en direcció nord al mar del Nord el 7 d'abril, la Home Fleet va sortir a la mar aquella nit. El 2n Esquadró de Creuers va partir de Rosyth amb els seus dos creuers lleugers, escortats per Mohawk i la resta de la 4a Flotilla de Destructors, amb ordres de escombrar el Mar del Nord abans de trobar-se amb el cos principal de la Home Fleet. El matí del 9 d'abril, la 4a Flotilla de Destructors, menys el Tartar, va tenir l'encàrrec d'atacar Bergen, cobert pel 18è Esquadró de Creuers, però l'Almirallat va cancel·lar l'atac aquella tarda quan va rebre informes que dos creuers lleugers alemanys estaven a port. Quan els vaixells britànics retrocedien sobre el cos principal de la Home Fleet, van ser atacats per 88 bombarders del Kampfgeschwader 26) i del [Kampfgeschwader 30, enfonsant el Gurkha i danyant lleugerament el cuirassat Rodney.
Després de repostar a Scapa Flow l'endemà, el Mohawk, cinc dels seus germans i dos creuers lleugers van salpar el vespre de l'11 d'abril, arribant a Stadlandet l'endemà al matí. Els destructors es van dividir per buscar a la zona vaixells alemanys abans de trobar-se amb els creuers al capvespre, però un informe local imprecís d'un creuer i creuer de batalla alemany aquella tarda va anticipar les escorcolls quan els destructors van ser reclamats. El matí del 13 d'abril, els destructors van ser enviats a escorcollar el Romsdalsfjord i només van trobar quatre vaixells mercants. Quan estaven sortint d'Ålesund, van ser atacats sense èxit per una dotzena de bombarders del III Grup, Lehrgeschwader 1. L'endemà al matí se'ls va ordenar al nord cap a l' àrea de Namsos per examinar la seva idoneïtat per a un desembarcament aliat i per coordinar-se amb les forces locals noruegues. Les instal·lacions portuàries es van valorar com a inadequades i que les tropes haurien de ser desembarcades en un altre lloc i transferides a destructors per a la seva descàrrega a Namsos. L'Almirallat va ordenar que la 148a Brigada d'Infanteria, ja a la mar, fos desviada al fondeig de Lillesjona; els seus vaixells de tropes van arribar-hi a la matinada del 16 d'abril i van començar a traslladar les seves tropes als destructors després d'haver completat l'aprovisionament. Mitja dotzena de bombarders de la Luftwaffe van interrompre el trasllat aquella tarda amb poc efecte. Els destructors van descarregar les seves tropes aquella nit i la resta de les tropes van arribar al vespre següent. Els destructors i els seus creuers de cobertura van ser ordenats a casa el 19 d'abril.
El Mohawk i quatre destructors més van escortar un petit comboi de subministrament a Åndalsnes i Molde que va ser tan fortament atacat per la Luftwaffe el 27 d'abril que van haver d'avortar la seva missió abans que dos dels vaixells poguessin completar la seva descàrrega. L'antiga població va ser incendiada, però els vaixells només van patir danys per estelles. Van ser atacats de nou l'endemà mentre es retiraven. L'1 i el 4 de maig el Mohawk va escortar el vaixell de tropes HMS Royal Ulsterman mentre transportava la Companyia Independent No. 1 a Mo and Rana. El vaixell va embarcar diplomàtics britànics a La Haia, Països Baixos, el dia 11. Amb l'augment de les tensions amb Itàlia, l'Almirallat va ordenar que un total de 17 destructors, inclosos el Mohawk i el seu germà Nubian, es traslladessin a la flota mediterrània el 14 de maig, tot i que el destructor va rebre una breu reparació abans de partir.

#### Servei a la Mediterrània
De camí cap a Alexandria, el vaixell va patir problemes de govern i va haver de desviar-se a Gibraltar per fer-hi reparacions, i finalment va arribar el 29 de maig per unir-se a la 14a Flotilla de Destructors. Del 27 al 30 de juny, el Mohawk va formar part de la força d'escorta dels combois que venien dels Dardanels i Grècia a Port Said, Egipte. Itàlia va declarar la guerra el 10 de juny i la flota va sortir aquella nit i va navegar a menys de 120 milles nàutiques (220 km; 140 milles) de la costa italiana, perdent un vell creuer davant d'un submarí italià abans de tornar a Alexandria el dia 14. El Mohawk va tenir un paper menor a la batalla de Calàbria el 8 de juliol, escortant el cuirassat Warspite. El Mohawk i el Nubian, juntament amb els destructors Hero i Hostile, van rebre l'ordre d'arribar a Gibraltar el 22 d'agost on s'havien d'unir temporalment a la Força H per escortar els reforços de la flota mediterrània com a part de l'operació Barrets. El Nubian va tenir problemes de motor que la van obligar a posar proa cap a Malta per reparar-se mentre Hostile va colpejar una mina italiana en ruta l'endemà fora de Cap Bon que li va trencar la popa. El Mohawk va treure els supervivents mentre el Hero va enfonsar l'Hostile amb torpedes. Els tres vaixells van arribar a Gibraltar el dia 29; l'endemà, els destructors van marxar a la mar i es van trobar amb la flota el 2 de setembre.
El Mohawk i el Nubian estaven escortant el creuer pesant Kent durant un bombardeig de Bardia, Líbia italiana, el 17 de setembre quan va ser torpedejat per un torpediner italià. El Nubian el va remolcar de tornada a Alexandria mentre el Mohawk els va escortar fins que van arribar el dia 19. Tres dies més tard, la 14a Flotilla de Destrucors, inclòs el Mohawk, va bombardejar l'aeròdrom de Sidi Barrani i objectius propers; el vaixell va tornar el 25 de setembre, atacant concentracions de camions. Mentre que el gruix de la flota mediterrània cobria el portaavions Illustrious quan els seus avions van atacar la flota italiana a Tàrent la nit de l'11 al 12 de novembre, el vicealmirall Henry Pridham-Wippell va agafar tres creuers lleugers, escortats pel Mohawk i el Nubian, va virar cap al nord per atacar la navegació italiana al sud del mar Adriàtic. Es van trobar amb un petit comboi de quatre vaixells, escortats pel creuer auxiliar Ramb III i la torpedinera Nicola Fabrizi. El Mohawk va ser el primer a obrir foc, reclamant un impacte sobre el Ramb III i després un al torpedero, tot i que ambdós vaixells van poder trencar el contacte. Els creuers van enfonsar tots els mercaders abans de reunir-se amb el cos principal. La nit de l'11 al 12 de desembre, el destructor va escortar el monitor Terror mentre bombardejava posicions italianes prop de Sollum, Egipte.

#### 1941

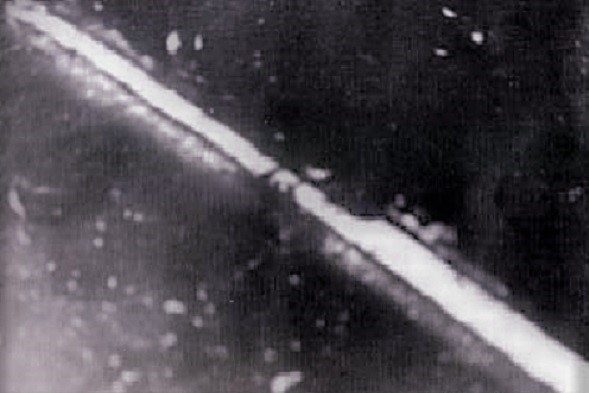
El naufragi del Mohawk es troba en aigües poc profundes

El Mohawk va ser un dels escortes dels cuirassats de la flota mediterrània quan van bombardejar Bardia el 3 de gener de 1941. La setmana següent va participar en l'operació Excés, una sèrie de combois per reabastir Malta i transportar reforç per a la flota mediterrània més enllà de Malta. El vaixell va formar part de la força d'escorta del cos principal de la flota fins que un dels altres escortes, el destructor Gallant, va colpejar una mina el 10 de gener que va fer volar la seva proa; al Mohawk se li va ordenar que remolqués la seva popa primer a Malta, on van arribar l'endemà. Després de repostar va marxar per anar a ajudar els creuers lleugers Southampton i Gloucester que havien estat atacats pels bombarders en picat alemanys Junkers Ju 87 "Stuka". Els incendis del primer van cremar sense control i va haver de ser enfonsat. La 14a Flotilla de Destructors va cobrir el bombardeig de Tobruk per part de l'esquadró de costa la nit del 19 al 20 de gener. Uns dies més tard, la flotilla va formar part de l'escorta de l' Il·lustre danyat quan va anar de Malta a Alexandria del 23 al 25 de gener.
Durant la major part de la batalla del cap Matapan, el Mohawk i la 14a Flotilla de Destructors van escortar els cuirassats de la flota, però es van separar al capvespre del 28 de març per trobar i enfonsar el cuirassat italià Vittorio Veneto, molt danyat . La flotilla va girar unes sis hores més tard basant-se en un informe erroni d'un cuirassat a la deriva i va veure el creuer pesant Zara en flames a primera hora del matí del dia 29 després que els cuirassats britànics l'havien paralitzat a boca de canó la nit anterior. Els vaixells britànics van recollir supervivents i van torpedejar el naufragi. Aproximadament una hora després van descobrir el creuer pesant Pola a la deriva que havia tingut tot el poder noquejat per un torpede a primera hora del dia. Els britànics van rescatar els tripulants supervivents abans d'enfonsar el creuer amb tres torpedes i reincorporar-se al cos principal de la flota.
La 14a Flotilla de Destructors va escortar un comboi d'Egipte a Grècia de l'1 al 6 d'abril, tot i que el comboi va ser atacat pels bombarders de la Luftwaffe, cap dels destructors va resultar danyat. La flotilla va arribar a Malta els dies 10 i 11 d'abril amb ordres d'interceptar els combois de subministrament italians entre Itàlia i Líbia a la nit. Les dues primeres patrulles van ser tranquil·les, però els avions britànics havien localitzat un petit comboi davant de la costa tunisiana la tarda del dia 15. Els destructors van sortir al capvespre per buscar el comboi i el van detectar a primera hora del 16 d'abril. El comboi estava format per cinc vaixells de càrrega escortats per tres destructors. El Capità Philip Mack, comandant de la 14a Flotilla de Destructors va maniobrar els seus vaixells per tallar el comboi contra la lluna i es va tancar a una distància de només 2.400 iardes (2.200 m) abans que el seu vaixell insígnia, el Jervis i el seu germà Janus obrissin foc contra el destructor posterior, el Baleno, a les 02:20, desactivant ràpidament les seves armes i turbines, i incendiant-lo.
El Mohawk i el Nubian estaven a la part posterior de la formació i es van enfrontar al vaixell de càrrega més a rereguarda, el SS Sabaudia, que transportava una càrrega de munició, provocant una explosió i incendiant-lo. Mentre els germans avançaven pel costat del comboi, el Mohawk va retenir el foc mentre s'enfrontaven tots els objectius. A les 02:35 l'escorta líder, el destructor Luca Tarigo, havia tornat enrere i va ser pres sota foc per tots els vaixells britànics. Quan el vaixell italià s'enfonsava, la seva tripulació va poder disparar dos torpedes sota control manual. El primer d'ells va colpejar el Mohawk just després d'haver-se girat per evitar ser embolicat pel vaixell de càrrega SS Arta quan el destructor va passar pel comboi poc després de les 02:45. El torpede va colpejar el Mohawk al costat d'estribor al costat del muntatge del canó en "Y", va fer caure ambdues muntures de popa i va fer volar la popa superior. Tot i que el vaixell s'havia aturat i estava inundat fins a la torreta "X", l'enginyer en cap va informar cinc minuts més tard que creia que les hèlixs i els seus eixos estaven intactes i que el vaixell es podia moure. Abans que pogués fer-ho, un altre torpede va colpejar el costat de babor a la mampara que separava les sales de calderes del mig i de la popa a les 02:53. La seva detonació va fer que la caldera de popa esclatés i la coberta superior es va dividir pel mig. El Mohawk va bolcar un minut més tard amb la seva popa tocant el fons poc profund amb la pèrdua de 41 tripulants. Els vaixells britànics van rescatar la seva tripulació supervivent i el Janus va haver de posar quatre obusos al seu castell de proa flotant per posar el vaixell completament sota l'aigua davant de les illes Kerkennah.